# Pavol Norovský
Pavol Norovský (* 8. dubna 1959) je bývalý slovenský hokejista, brankář.

## Hokejová kariéra
V československé lize chytal za Slovan Bratislava CHZJD a během vojenské služby za Duklu Trenčín. V roce 1979 získal mistrovský titul. V roce 1979 reprezentoval Československo na mistrovství světa juniorů do 20 let, kde získal s týmem stříbrnou medaili za 2. místo.

## Klubové statistiky
| 1977/1978 | Slovan Bratislava CHZJD | 1. liga | 20 | 4.18 | - |
| 1978/1979 | Slovan Bratislava CHZJD | 1. liga | -  | -    | - |
| 1979/1980 | Slovan Bratislava CHZJD | 1. liga | 29 | 3.64 | - |
| 1980/1981 | Slovan Bratislava CHZJD | 1. liga | 5  | -    | - |
| 1983/1984 | Slovan Bratislava CHZJD | 1. liga | 10 | 5.37 | - |
| 1984/1985 | Dukla Trenčín           | 1. liga | 1  | 3.00 | - |